# USS Monitor
L'USS Monitor fu un monitore dell'Union Navy. È famosa per la sua partecipazione alla prima battaglia tra due navi corazzate, la battaglia di Hampton Roads del 9 marzo 1862 durante la Guerra di secessione americana nella quale combatté contro la nave corazzata CSS Virginia della Confederate States Navy.
Fino alla metà del XIX secolo quasi tutte le navi da guerra erano state costruite principalmente in legno, invece negli anni immediatamente precedenti la battaglia di Hampton Roads il progetto delle navi da guerra e - di conseguenza - lo svolgimento degli scontri navali cambiò notevolmente a causa dell'introduzione della corazza.

## Il progetto

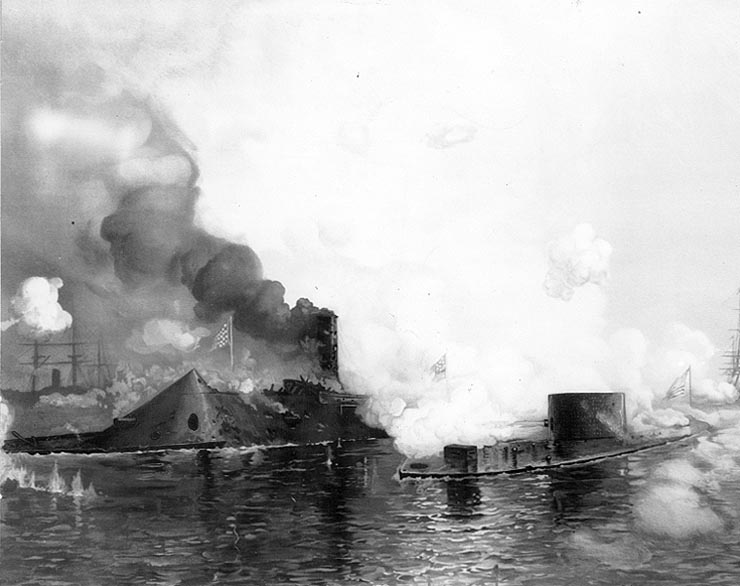
Il Monitor in azione contro il Virginia

Il Monitor fu una delle tre navi corazzate ordinate dalla U.S. Navy insieme alla Galena e New Ironsides. Progettata dal brillante ma collerico ingegnere svedese John Ericsson, il Monitor venne descritto come una "scatola di formaggio su una zattera", dato che consisteva di un ponte con una pesante torretta di ferro che conteneva due grandi cannoni Dahlgren. Il ponte corazzato rimaneva appena sopra la linea di galleggiamento. A parte per una piccola cabina di pilotaggio, una ciminiera smontabile ed alcune rifiniture, il grosso della nave era sotto la linea di galleggiamento per impedire di essere danneggiata da colpi di cannoni. Lo scafo era stato costruito nei Continental Iron Works a Brooklyn e la nave venne varata il 30 gennaio 1862.
Il Monitor fu innovativo tanto nelle tecniche di costruzione quanto nel progetto. Le parti vennero forgiate in nove fonderie differenti e assemblate per costruire la nave, impiegando meno di 120 giorni nel processo. La propulsione era ad elica. Ericsson anticipò alcuni aspetti del progetto moderno dei sottomarini posizionando tutte le installazioni del Monitor (salvo per la cabina di pilotaggio e la torretta) sotto la linea di galleggiamento e rendendola la prima nave semi-sommergibile. In contrasto il Virginia era un vascello convenzionale in legno, protetto da piastre di ferro e armato con armi fisse.

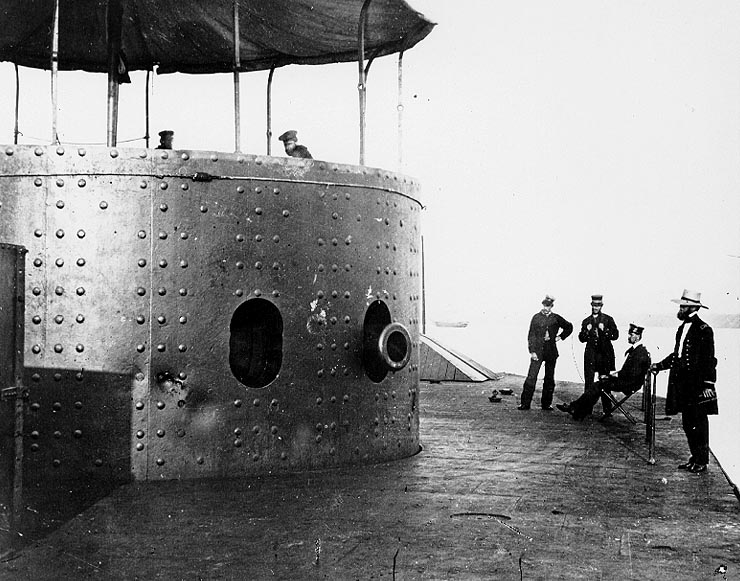
Vista della torretta del Monitor che mostra il danno subito

Il Virginia attaccò lo squadrone del blocco navale dell'Unione ad Hampton Roads, Virginia, l'8 marzo 1862, distruggendo il USS Cumberland e il Congress e forzando il Minnesota a riva prima di ritirarsi. Quella notte il Monitor, al comando del tenente John L. Worden, arrivò al traino da Brooklyn. Quando il Virginia tornò il giorno dopo, il 9 marzo 1862, per dare il colpo di grazia al Minnesota ed al resto della flotta della federazione venne intercettato dal Monitor. Le due navi corazzate combatterono per circa quattro ore, senza che nessuna delle due riuscisse a danneggiare seriamente l'altra. Tatticamente la battaglia fu un pareggio, nessuna delle due inflisse un danno significativo all'altra. Comunque fu una vittoria strategica per il Monitor. La missione del Virginia era di rompere il blocco navale dell'Unione, questa missione fallì. La missione del Monitor era di difendere la flotta dell'Unione, cosa che gli riuscì. Le due navi non si combatterono mai più a vicenda.

## La classe di nave Monitor

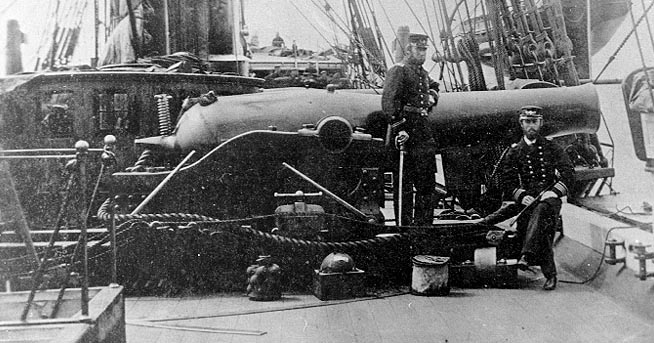
Vista del ponte della U.S.S. Kearsarge che mostra un cannone Dahlgren da 11" come quelli della Monitor.

Il Monitor divenne il prototipo per la classe Monitor di navi da guerra. Molte vennero costruite, incluse monitor fluviali e per il mare aperto e queste giocarono un ruolo chiave nelle battaglie della guerra civile sui fiumi Mississippi e James. Alcuni avevano due o anche tre torrette ed i modelli successivi furono modificati per migliorarne la capacità di navigazione.
Solo tre mesi dopo la Battaglia di Hampton Roads il progetto venne offerto alla Svezia e nel 1865 il primo monitor svedese venne costruito al molo di Motala a Norrköping e battezzato John Ericsson in onore dell'ingegnere. Venne seguito da altri 14 monitor. Uno di questi, il Sölve, è ancora conservato nel museo marittimo di Göteborg.
L'ultima nave della U.S. Navy di classe monitor fu cancellata dalla Navy List nel 1937.

## Cause del naufragio

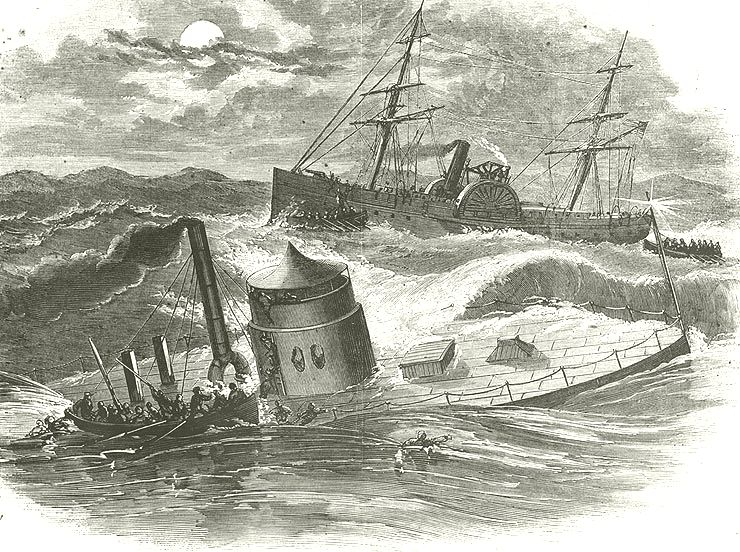
Incisione del Monitor mentre affonda

Siccome il progetto del Monitor era adatto al combattimento sul fiume, la sua bassa linea di galleggiamento e la sua torretta pesante lo mettevano a rischio in acque agitate. Questa caratteristica portò probabilmente al naufragio del Monitor originale, che affondò durante una tempesta. Sommerso da onde alte mentre era al traino del Rhode Island, affondò il 31 dicembre 1862 nell'oceano atlantico al largo di Capo Hatteras nella Carolina del Nord. Sedici dei sessantadue membri dell'equipaggio persero la vita, due dei quali vennero individuati nel 2002; una volta recuperati i resti, si tentò di identificarli, arrivando alla possibile identità di William Bryan, un emigrato scozzese arruolatosi con il Nord e Robert Williams. A questi fu dato l'ultimo saluto l'8 marzo 2013 nel cimitero di Arlington.
Il nome Monitor venne dato al trasporto truppe USS Monitor (LSV-5), commissionato verso la fine della seconda guerra mondiale. Questo servì principalmente nel teatro del Pacifico e venne successivamente smantellato.

## La riscoperta
Nel 1973 il relitto della Monitor venne localizzato sul fondo dell'oceano Atlantico a circa 26 miglia a sudest di capo Hatteras. Il sito del relitto venne designato come primo santuario marino degli Stati Uniti. Il santuario del Monitor è attualmente uno dei tredici santuari marini creati per proteggere una risorsa culturale, piuttosto che una risorsa naturale.
Il sito è ora sotto la supervisione della amministrazione oceanica e atmosferica nazionale (NOAA). Molti artefatti del Monitor, inclusa la sua torretta, elica, ancora, motore ed alcuni effetti personali dell'equipaggio, sono stati recuperati e sono in mostra al Mariner's Museum di Newport News in Virginia.
Nel 1986 il Monitor venne designato "Sito storico nazionale".